# 吉松育美
吉松 育美（よしまつ いくみ、1987年6月21日 - ）は、佐賀県出身の女優、モデル、活動家。ミス・インターナショナル2012。合同会社IYグローバル代表取締役。

## 人物
佐賀県鳥栖市出身。聖心女子大学卒業。実父・幸宏は陸上競技選手として400ハードルで第64回日本陸上競技選手権大会に優勝、1980年モスクワオリンピック陸上競技日本代表であった（日本がボイコットしたため出場出来なかった）。小・中学生時はバレーボールを行っていたが、後に、自らも父と同じ陸上競技・ハードル種目で活躍、佐賀県立鳥栖高等学校時代に佐賀県高校総体女子100mハードルで優勝 するなど、アスリートとしての一面を持っている。2012年には東京マラソンでフルマラソンにも挑戦した。大学時代からミス・インターナショナルを目指していた。
2012年ミス・インターナショナル日本代表に選出され、10月に沖縄県で行われた世界大会に出場する。日本人として初めて「ミス・インターナショナル」優勝、ミス・フォトジェニックとあわせて2冠を手にした。その後、吉松は地元の鳥栖市で凱旋パレードを行い約1万2000人（主催者発表）が集まった。同月29日に勤務先のパソナグループ本社で優勝を報告した。
2013年1月、アメリカのバラク・オバマ大統領の2期目の就任式に招待され、同日ジョン・ケリー上院議員とも会話をする機会に恵まれた。
ミス・インターナショナル任期満了の直前になった2013年12月、所属しているプロダクション役員から脅迫やストーカー行為の被害を受けていたことを自らのブログ記事で告白し、日本外国特派員協会で記者会見を行った。しかし、2016年2月、和解が成立、吉松はブログでそれまでの発言をすべて撤回し、謝罪文を掲載した。同時に同役員が吉松に接触しないことを誓ったともされる。
2013年1月1日をもって独立、自身の個人マネジメント事務所「IY GLOBAL」を設立した。
2014年、アメリカ合衆国を中心に女優・スタントウーマンなどで活躍し、自らが出演したドラマ「ウェスト・ワールド」のスタントマンチームでエミー賞ノミネートを受けたことがあった。
2020年、全世界的な新型コロナウィルスにより、アメリカでの海外ドラマの撮影がキャンセルされる中、活動拠点とマネジメント事務所の本部も九州に移転し、フィルムコミッション（ロケーション誘致）活動に取り組む姿勢を打ち出す。また、自らのミス・インターナショナル日本代表・世界大会グランプリの活動経験を生かして、将来ミスコンテストへの出場を目指す女性を中心に、そのメソッドを伝承することを目指した「IYG ビューティーアカデミー」を主宰。自らもインストラクターとしても活躍しており、2021年・ミス・スプラナショナル日本大会において、同アカデミーの生徒が日本代表として世界大会出場権を獲得した事例もある。

## 活動
内閣府が主催する「少子化タスクフォース」の委員にも選ばれた他、2020年オリンピック招致アドバイザーも務めた。
自身が執筆した初の書籍「Making世界一」と写真集「IKUMI YOSHIMATSU HOLLYWOOD DEBUT」を出版、写真集はアメリカ、ロサンゼルスで出版記念イベントを行っている。

### 出演・取材を受けた番組・出演したイベント
- インターFM（隔週金曜日13:00-15:00の生放送番組担当）
- TOKYO FM「Tokyo Tower Presents 吉松育美のDiamond veil」（毎週土曜日20:00-20:30 エフエム佐賀もネット）
- 上海国際映画祭「ALWAYS三丁目の夕日’64」PR　舞台挨拶
- 韓国世界万博 JAPAN DAY
- 東京ガールズコレクション名古屋
- NHK総合テレビジョン NHKニュースおはよう日本
- NEWS ZERO（日本テレビ）
- 中居正広の金曜日のスマたちへ（TBS）
- 森田一義アワー 笑っていいとも!「テレフォンショッキング」（フジテレビ、2012年11月20日）
- スッキリ!!（日本テレビ）
- はなまるマーケット（TBS)
- 世界まる見え!テレビ特捜部「世界の美男美女特集」（日本テレビ）
- 天才てれびくん（NHK教育）
- 真相報道 バンキシャ!（日本テレビ）2時間SP生出演
- ウェークアップ!ぷらす
- 元旦特番「日本が見た60年」(NHK)
- ナイトシャッフル（福岡放送）
- ランスマ!（NHKBS1）
- 日曜ビッグバラエティ「突撃訪問！有名人の仰天ペアレンツ」（テレビ東京）
- CBS NEWS （米国）
- ABC NEWS（米国）
- for〜歓声を生んだ感動ストーリー〜（テレビ朝日）
- 辰巳琢郎の葡萄酒浪漫（BSフジ）
- 福岡博多警察一日署長
- イブニング長崎・ニュースただいま佐賀（NHK総合 長崎・佐賀）[20]
- ニュースブリッジ北九州 北九州ラヴァーズ（NHK北九州）

### 現在の出演テレビ番組
- ミューズトラベラー 女神になる旅（NHK総合 九州・沖縄地方）
第1回　“九州の秘境”に美を訪ねて（初回放送：2024年9月7日）
第2回　祈りの島に美を訪ねて〜長崎 上五島〜（初回放送：2025年2月21日）

### 雑誌
- 25ans
- 地球の走り方
- 週刊ポスト「美女のお父さんは有名選手」
- 女性自身「世界一輝く女になる！ライトエクササイズ」
- Women’s Shape 表紙
- 美人百花「幸福美女図鑑」
- Number DO特集
- 25ansウェディング
- CREA (雑誌)
- 美ST
- THE HUFFINGTON POST

### その他活動
- IOC招致委員 内閣総理大臣・安倍晋三による公式晩餐会 出席
- オリンピック招致決起会特別ゲストスピーチ
- 東京マラソン エキスポ開会式 特別ゲスト
- 東京マラソン スターター
- 東京マラソン フレンドシップラン ゲストランナー
- 内閣府 少子化対策検討会議メンバー
- 青年会議所（IJC）会頭対談
- 学生外交グローバルネットワーク(日本、アメリカ）
- さが桜マラソン ゲストランナー
- 未来への道1000Kmリレー　ゲストランナー（岩手県陸前高田市）
- スマートフォンアプリ「ゲーム・オブ・ウォー」イメージキャラクター
- スマートフォンアプリ「CASH SHOW」日本向けMC
- YouTube番組「クイズナビューティー」[21]

## 受賞歴
- 準ミス・ビキニ・インターナショナル・ジャパン2007
- ミス・インターナショナル2012（日本人初）
- ミスフォトジェニック賞受賞[3]
- 2012年佐賀県鳥栖市市民栄誉賞受賞[1]
- 2012年ベストビューティストアワード 特別賞
- カンロ受賞 のどオブザイヤー[22]
- サクラメント（カリフォルニア州州都）から感謝状
- ロサンゼルスから感謝状

## 関連書籍

### 著書
- 『Making 世界一』 東京書籍、2013年。ISBN 978-4487807956。

### PHOTO COLLECTION
- 『IKUMI YOSHIMATSU Hollywood Debut』 IY GLOBAL, LLC、2013年。ISBN 978-0990009603

## 参照
- “ミス・インターナショナル:日本代表・吉松さんが“世界一”に”. 毎日jp (毎日新聞社). (2012年10月21日).  オリジナルの2012年11月12日時点におけるアーカイブ。 2012年10月22日閲覧。
- “日本代表吉松育美がミス・フォトジェニック賞”. サンケイスポーツ (産経新聞社). (2012年10月22日).  オリジナルの2013年5月9日時点におけるアーカイブ。 2012年10月22日閲覧。
- 『努力の人』「交友抄」日本経済新聞 2012年11月22日朝刊40面